# Sara Carrigan
Sara Marie Carrigan (Gunnedah, Australia, 7 de septiembre de 1980) es una exciclista profesional australiana. Debutó como profesional en 2003 tras ganar la clasificación de los jóvenes del Giro de Italia Femenino en 2002. A pesar de sus pocas victorias en su palmarés destacó los Juegos Olímpicos en Ruta 2004 que la hicieron ser galardonada con la medalla de la Orden de Australia (OAM) en 2005; ya anteriormente fue galardonada con el premio a la mejor ciclista australiana en 2002, 2003 y 2004. Sus otras victorias fueron 2 etapas del Tour de l'Aude Femenino y la Geelong World Cup (2005); y 1 etapa del Tour de Nueva Zelanda (2007).
Se retiró a finales del 2008 debido a la falta de motivación decidiendo dar paso a otras facetas de su vida como acabar sus estudios de economía. Si bien en 2009 siguió manteniendo su ficha en el equipo aunque no disputase ninguna carrera.

## Palmarés
2001 (como amateur) 
- 3.ª en el Campeonato de Australia Contrarreloj

2002 (como amateur) 
- Clasificación de las jóvenes del Giro de Italia Femenino

2003
- 2 etapas del Tour de l'Aude Femenino
- Geelong World Cup

2004 (como amateur) 
- 2.ª en el Campeonato de Australia Contrarreloj
- 3.ª en el Campeonato de Australia en Ruta
- Juegos Olímpicos en Ruta

2005
- 2.ª en el Campeonato de Australia Contrarreloj
- 2.ª en el Campeonato de Australia en Ruta
- 2.ª en el Campeonato de Australia Persecución

2006
- 2.ª en el Campeonato de Australia Contrarreloj
- 2.ª en el Campeonato de Australia en Ruta

2007
- 1 etapa del Tour de Nueva Zelanda

2008
- 2.ª en el Campeonato de Australia Contrarreloj
- 3.ª en el Campeonato de Australia en Ruta

## Resultados en Grandes Vueltas y Campeonatos del Mundo
Durante su carrera deportiva ha conseguido los siguientes puestos en las Grandes Vueltas femeninas y en los Campeonatos del Mundo en carretera:
| Carrera              | 1999 | 2000 | 2001 | 2002 | 2003 | 2004 | 2005 | 2006 | 2007 | 2008 | 2009 |
| -------------------- | ---- | ---- | ---- | ---- | ---- | ---- | ---- | ---- | ---- | ---- | ---- |
| Giro de Italia       | 41.ª | 23.ª | ?    | ?    | -    | -    | -    | -    | -    | 27.ª | -    |
| Tour de l'Aude       | -    | -    | -    | -    | 25.ª | Ab.  | 23.ª | -    | -    | 27.ª | -    |
| Grande Boucle        | -    | Ab.  | -    | -    | Ab.  | X    | -    | -    | -    | -    | -    |
| Mundial en Ruta      | -    | 13.ª | 22.ª | 5.ª  | -    | -    | 21.ª | -    | -    | -    | -    |
| Mundial Contrarreloj | -    | 39.ª | -    | 4ª   | -    | -    | 39.ª | -    | 23.ª | -    | -    |

-: no participa

Ab.: abandono

X: ediciones no celebradas

## Equipos
- Bik-Powerplate (2003)
- Van Bemmelen-AA Drink (2005)
- Lotto Belisol Ladies Team (2007-2009)